# 玫紅異胎䲁
玫紅異胎䲁（學名：Heteroclinus roseus），為輻鰭魚綱䲁形目胎䲁科異胎䲁屬的一個種，分布於太平洋日本、澳洲、波里尼西亞海域，本魚體延長且側扁，眼眶上及鼻孔有分支觸鬚，體有斑駁的黃色、紅色至褐色色塊，有7條紅色大理石紋帶延伸至背鰭和臀鰭，胸鰭基部中部有一個被白色包圍的黑色斑點，體長可達15公分，棲息在沿海海草生長的淺水域，雌魚產附著性卵，雄魚會守護卵，幼魚為浮游性，生活習性不明。